# Road to Utopia (Hawkwind)
Road to Utopia is een studioalbum van Hawkwind. Deze band was in het verleden voornamelijk bekend door snoeiharde spacerock. Daar is bij dit album niets van terug te vinden; Hawkwind wilde in eerste instantie een akoestisch album opnemen. Bandleider en gitarist Dave Brock ontmoette muziekproducent Mike Batt, die bereid was enige werken te orkestreren naar bijvoorbeeld strijkkwartet. De samenwerking leidde tot een gezamenlijk optreden in de London Palladium en dat weer tot een tournee door het Verenigd Koninkrijk. Op het album werkte de band ook bij de track The watcher samen met Eric Clapton. Het album werd opgenomen in de Earth Studio (Devon), Air Studios (Londen) en British Grove Studios (Londen). 

## Musici
- Dave Brock – zang, gitaar, mondharmonica, toetsinstrumenten
- Magnus Martin – gitaar, altviool (track 6)
- Haz Wheaton – basgitaar
- Richard Chadwick – drumstel, percussie
- Mr. Dibs – zang (track 2, 4 en 8)
- Jez Huggett – saxofoon (track 7)
- Mike Batt – piano (track 2)
- Eric Clapton – gitaar (track 2)

## Muziek
| Nr. | Titel                                                | Duur |
| --- | ---------------------------------------------------- | ---- |
| 1.  | Quark, strangeness and charm (Brock, Robert Calvert) | 4:32 |
| 2.  | The watcher (Lemmy Kilmister)                        | 5:05 |
| 3.  | We took the wrong steps years ago (Brock)            | 4:57 |
| 4.  | Flying Doctor (Brock, Calvert)                       | 5:52 |
| 5.  | Psychic power (Brock, Calvert)                       | 5:20 |
| 6.  | Hymn to the sun (Martin)                             | 2:51 |
| 7.  | Micro man (Brock, Calvert)                           | 5:32 |
| 8.  | Into the night (Martin)                              | 2:11 |
| 9.  | Down through the night (Brock)                       | 7:11 |

Het merendeel van de nummers stamt uit vroeger tijden, hadden een akoestische achtergrond maar werden toen uitgewerkt tot spacerock. Hier zijn ze teruggebracht naar de basis.